# 村山朝偉
村山 朝偉（むらやま ともひで、1944年 - ）は新潟県中魚沼郡津南町生まれの硝子工芸家、手描友禅染色作家である。日本工芸会正会員でもある。
古代文字を作品に取り入れている。宮内庁ご献上。
かつて夕刊フジに『ともひでの古代文字』を連載していた。
| スタブアイコン | サブスタブ | この項目は、まだ閲覧者の調べものの参照としては役立たない、人物に関連した書きかけの項目です。この項目を加筆・訂正などしてくださる協力者を求めています（P:人物伝/PJ:人物伝）。 |